# Mériadec Rivière
Pour les articles homonymes, voir Rivière (homonymie).
Mériadec Rivière, né le 20 mars 1949 à Nantes et mort le 23 mars 2021 dans le 15e arrondissement de Paris, est un contrôleur général économique et financier français et responsable d'associations au sein du mouvement familial.
C'est un spécialiste des questions de politique familiale française.

## Biographie

### Famille
Antoine Mériadec Rivière est né le 20 mars 1949 à Nantes, du mariage d'Henri Rivière, ingénieur-géomètre, et de Cécile Noury. Il est l'arrière-petit-fils d'Émile Rivière, président-fondateur de la Société préhistorique française et inventeur en 1890 du terme spéléologie.
- Émile Valère Rivière (22 avril 1835, Paris - 25 janvier 1922, Paris) épouse Marie Émilie Amélie Colleaux[3].
  - Raoul Émile Rivière (29 octobre 1870, Menton - 1er novembre 1945, La Chapelle-sur-Erdre) épouse Marie Elisabeth Rolland.
    - Henri Rivière (27 février 1907, Paris - 1992) épouse à Port-Saint-Père le 28 juin 1944 Cécile Noury (1914-1975)[4], sœur du peintre Michel Noury[5].
      - Antoine Mériadec Rivière.

Le 22 juillet 1977, il épouse Marie-Béatrice Bouyer, petite-fille d'Émile Decré. De ce mariage, sont issus trois enfants.
Il meurt le 23 mars 2021 à Paris dans le 15e arrondissement.

### Formation
Après des études à l'externat des Enfants-Nantais à Nantes, il poursuit ses études au sein de l'université Paris-II.
Il est titulaire d'une maîtrise de droit et d'un diplôme d'études supérieures de droit communautaire. Il est également diplômé de l'Institut d'études politiques de Paris (IEP).
Mériadec Rivière est ancien élève de la promotion Léon Blum de l’École nationale d'administration.

### Carrière professionnelle
Nommé en 1975 administrateur civil à la direction générale des Impôts au ministère de l’Économie, des Finances et du Budget, il est en 1977 chargé du bureau des conventions fiscales internationales à la direction de la législation fiscale au ministère chargé du Budget. En 1979, il est conseiller technique à la commission des finances du Sénat. En 1981, il est nommé chef du bureau de l'impôt sur les sociétés et de l'impôt sur les grandes fortunes à la direction de la législation fiscale au ministère chargé du Budget. En 1984, il est conseiller du président de la Chambre de commerce et d'industrie de Nantes et en 1987 il est nommé chef de service à la Commission des opérations de bourse (COB),.
Il quitte alors la fonction publique et rentre au Crédit lyonnais où il est responsable du département fiscal. En 1999, il entre à la Deutsche Bank, nommé conseiller du président.
En 2001, il revient dans la fonction publique où il est nommé contrôleur général économique et financier au ministère de l’Économie, des Finances et de l'Emploi ; puis au ministère de l’Économie, de l'Industrie et de l'Emploi, jusqu'au 21 mars 2015 où il est admis à la retraite.
À ce titre, il est membre du Conseil national de l'information statistique

## Mouvement familial

### Engagement associatif
Mériadec Rivière est une personnalité engagée dans le mouvement familial en France compte tenu des responsabilités qu'il y exerce. Membre d'association familiale, administrateur de l'Union départementale des associations familiales (Udaf) de Paris depuis 1998, il préside cette institution de 2003 à 2016.
Il est par ailleurs administrateur de l'Union nationale des associations familiales (Unaf) depuis 2008. Il y est membre du bureau et président du département Économie - Consommation – Emploi et représente l'Unaf au Haut Conseil de la famille.
Il est également administrateur de la Confédération des organisations familiales de l'Union européenne (Coface).

### Prises de position
Mériadec Rivière est reconnu comme spécialiste des questions de politique familiale française dont il rappelle qu'il ne faut pas la confondre avec la politique sociale. Ainsi, lorsqu'en octobre 2014, le budget 2015 de la Sécurité sociale prévoit de nouveaux coups de rabot sur les aides aux familles, Mériadec Rivière constate que ce n’est rien moins que l’orientation progressive de « la politique familiale vers une politique sociale : les aides sont en effet soumises aux conditions de ressources et ces conditions sont toujours abaissées ». Le principe d’universalité de la politique familiale « qui compense la charge d’une famille » est ainsi remis en cause.
Conférencier sur le thème « La fiscalité et son impact dans la vie des familles », il fait part des « nombreuses erreurs » qu'il a rencontrées dans l'ouvrage Pour une révolution fiscale de Thomas Piketty, invité à exposer ses théories lors d'une assemblée générale de l'Unaf.
Le 19 mars 2015, lors de l'assemblée générale de la fédération nationale de la Médaille de la famille française, il rappelle la différence entre politique familiale et politique sociale : « Cette confusion entre la politique sociale et la politique familiale — qui a pour but de réaliser l’équité horizontale entre les ménages sans enfants et les ménages chargés de famille à égalité de revenus — est d’autant plus pernicieuse qu’elle frappe, en proportion, plus les familles ayant de nombreux enfants. L’ensemble de ces mesures portent une atteinte grave à la politique familiale et sont d’autant moins justifiées qu’une récente note de janvier 2015 de la direction du Trésor - réalisée qui plus est avant la mise sous conditions de ressources des allocations familiales - a montré que l’écart de niveau de vie, à égalité de revenus, est inférieur de 26 % pour une famille de trois enfants par rapport à un ménage sans enfants et que l’incidence des transferts sociaux (allocations) et des mesures fiscales ( quotient familial ) ne réduit cet écart que de 15 points. Même après prise en compte du quotient familial et des allocations familiales cet écart demeure de 11 % ! ».
Début 2016, l'Insee annonce qu'en 2015, le nombre de naissances en France a baissé de 2,4 %. Après la formule d'Yves Thréard, éditorialiste du Figaro « Si François Hollande n’est pas parvenu à inverser la courbe du chômage pour le meilleur, il aura réussi à inverser celle de la natalité pour le pire » et bien qu’il existe de très nombreux facteurs pouvant influer sur la démographie, une chose est certaine selon Mériadec Rivière : « À supposer que ces réformes ne soient pas la cause de la baisse enregistrée, elles n’auront certainement pas encouragé les naissances ».
Le 28 janvier 2016, lors d'une conférence de presse du mouvement familial Confédération nationale des associations familiales catholiques, il pointe cette corrélation : « plus vous avez d’enfants et plus la mise sous condition de ressources est contraignante ».  Il s’étonne ensuite : « On aurait pu trouver une justification sociale [à ces mesures]. Or, elles n’ont en rien amélioré ni la situation des familles les plus pauvres, ni celle des pensionnaires de petites retraites. On aurait pu penser aussi que l’économie réalisée sur le dos de la politique familiale aurait permis de financer d’autres types d’aides aux familles, ccomme le nombre de places disponibles en crèches ».
Le 25 mai 2016, lors de la conférence Politique familiale, 20 ans d’abandon, il déclare que « La politique familiale est de plus en plus marquée par l’individualisation ».
De façon connexe à ces questions de politique familiale, il s'intéresse au désarroi des parents face au danger du cannabis ; le constat : « Il existe des campagnes de prévention dans les établissements scolaires auprès des jeunes, mais les parents ne sont pas suffisamment informés. Souvent, ils ne se rendent pas compte si leur enfant se drogue ou non, et si c'est le cas, ils sont désemparés. ». Face à ce désarroi, « la meilleure réponse est de préférer le dialogue avec l'adolescent au discours moralisateur ».

## Distinctions
Mériadec Rivière est nommé chevalier de l'ordre national du Mérite le 21 octobre 1993 et promu officier le 16 mai 2008 en sa qualité de « contrôleur général, membre d'une mission de contrôle ».
Le 18 avril 2014, il est nommé chevalier de l'ordre national de la Légion d'honneur en tant que « contrôleur général économique et financier » et pour « 41 ans de services ».

## Pour approfondir